# Ana Urquijo
Ana Urquijo Elorriaga (Bilbao; 16 de agosto de 1953) es una abogada española. Fue presidenta del Athletic Club entre 2006 y 2007. 

## Biografía
Abogada y agente de la propiedad inmobiliaria, fue la primera mujer en formar parte de la Junta del Colegio de Abogados de Vizcaya. Socia del club bilbaíno desde 1969, fue elegida vicepresidente segunda y presidenta del Athletic Club desde la dimisión del anterior presidente, Fernando Lamikiz, el 27 de septiembre de 2006.
Fue la primera mujer presidenta en la historia del Athletic Club, y la segunda mujer en llegar a la presidencia de un club de Primera División tras Teresa Rivero, que fue presidenta del Rayo Vallecano. En su corto mandato tomó decisiones trascendentales como la de contratar al técnico Mané, que salvó al equipo del descenso en la última jornada de Liga, o la de impulsar el proyecto de construcción del nuevo estadio de San Mamés.
No obstante, ocupó dicho cargo de forma transitoria hasta la celebración de elecciones al año siguiente, en las que no se presentó, siendo sustituida el 12 de julio de 2007 por Fernando García Macua.

## Fichajes durante su mandato
- 2006: Unai Alba.[10]